# Una donna libera
Una donna libera är en italiensk dramafilm från 1954 i regi av Vittorio Cottafavi.

## Rollista i urval
- Françoise Christophe - Liana Franci
- Pierre Cressoy - Gerardo Villabruna
- Gino Cervi - Massimo Marchi
- Elisa Cegani - Lianas mor
- Lianella Carell - Solange
- Christine Carère - Leonora Franci
- Galeazzo Benti - Sergio Rollini
- Augusto Mastrantoni - Augusto Franci
- Luigi Tosi - Michele
- Mario Mazza - Christian Ségret
- Antoine Balpêtré - Lianas kollega